# Sociocratische kringorganisatiemethode
De sociocratische kringorganisatiemethode (SKM) is een manier om organisaties vorm te geven en te leiden op basis van gelijkwaardigheid in de besluitvorming over beleid door middel van het consentbeginsel.
Dit artikel beschrijft de oorspronkelijke sociocratische kringmethode zoals in de jaren 70 van de twintigste eeuw ontwikkeld door de Rotterdamse ondernemer Gerard Endenburg. Sociocratie is intussen een bestuursvorm met verschillende versies en toepassingen. 
De sociocratische kringorganisatiemethode baseert zich op vier basisregels:
1. Het consentbeginsel regeert de besluitvormingDit wil zeggen dat een besluit genomen is wanneer de aanwezige kringleden hun consent geven aan dat besluit. Consent betekent: geen overwegend beargumenteerd bezwaar.
"Regeren van de besluitvorming" betekent dat ook andere wijzen van besluitvorming mogelijk zijn, mits daartoe met consent is besloten. Andere wijzen van besluitvorming zijn: "meeste stemmen gelden", "de leidinggevende beslist" of "het toeval beslist".
2. Een organisatie wordt opgebouwd uit kringenEen kring is een groep van personen met een gemeenschappelijk doel. Een kring is een relatief autonome eenheid. Dat wil zeggen: een kring mag zelfstandig besluiten binnen grenzen die door de naasthogere kring met consent zijn gesteld. Binnen die grenzen kan een kring zijn doelstelling en het proces, om dat doel te bereiken, bepalen en de uitvoering te delegeren.
De kring organiseert de drie elementen: leiden, uitvoeren en meten. Deze zijn nodig voor het goed verlopen van het kringproces.
In de kring vindt integrale scholing plaats. Dat betekent dat zowel scholing in het betrokken vak als scholing in de besluitvorming plaatsvinden.
3. De verbinding tussen twee kringen bestaat uit een dubbele koppelingTen minste twee personen uit een kring nemen deel aan de besluitvorming in de naasthogere kring: de functioneel leidinggevende en de gekozen afgevaardigde(n).
4. Taaktoedeling gebeurt volgens een sociocratische verkiezingHet kiezen van personen voor functies en/of taken gebeurt door de kring, volgens het consentbeginsel, na open argumentatie.